# Alberto Fabra Part
Alberto Fabra Part   (Castelló de la Plana, 6 d'abril de 1964) és un aparellador i polític valencià. Va ser president de la Generalitat Valenciana entre 2011 i 2015. Essent alcalde de Castelló, fou proposat pel càrrec de president de la Generalitat pel PP arran de la dimissió de Francesc Camps el 20 de juliol de 2011 a causa del Cas Gürtel, prenent possessió del càrrec el 28 de juliol d'aquell any.

## Biografia
Titulat per la Universitat Politècnica de València, el 1982 es va afiliar a les Nuevas Generaciones d'Aliança Popular, després Partit Popular, partit pel qual fou elegit regidor d'urbanisme i primer tinent d'alcalde de l'Ajuntament de Castelló de la Plana. Ocupa l'alcaldia de Castelló des de 2005. Ha estat elegit diputat a les eleccions a les Corts Valencianes de 2007.
Alberto Fabra fou nomenat Coordinador General del PPCV el novembre de 2009, un càrrec de nova creació a la direcció del partit i que s'emmarcà dins del procés de renovació de les estructures internes a causa de l'escàndol de corrupció política Gürtel. L'expresident Francisco Camps confià en Fabra com a nou valor del partit. El 20 de juliol de 2011 la Junta Directiva Regional en una reunió d'urgència decidí elegir Fabra com a candidat a president de la Generalitat Valenciana després de la dimissió de Francisco Camps.
Durant el seu període de presidència, el País Valencià va haver de demanar un rescat econòmic, després de tenir un deute superior al 20,5% del seu PIB i arrossegar des de feia més d'un any problemes de liquiditat per afrontar els seus compromisos. El novembre de 2013 el seu govern va prendre la decisió de tancar Radiotelevisió Valenciana amb l'argument que preferia preservar l'educació i la sanitat. Diverses manifestacions i partits de l'oposició van demanar la seva dimissió. Després de la derrota del seu partit a les eleccions a les Corts Valencianes de 2015 fou designat senador per les Corts Valencianes.

## Corrupció
El primer escàndol per presumpta corrupció política en què es va veure implicat Alberto Fabra va tenir lloc quan es va filtrar a la premsa que pretenia contractar, amb diners públics, un entrenador personal per a millorar el seu lideratge. Després de la polèmica suscitada arran la publicació, fins i tot en mitjans de comunicació estatals, Alberto Fabra va renunciar a aquesta contractació.
En l'actualitat, està investigada per corrupció política la seua mà dreta, Esther Pastor Tomás (secretària Autonòmica d'Organització, Coordinació i Relacions Institucionals de la Conselleria de Presidència de la Generalitat Valenciana), acusada dels presumptes delictes de malversació de cabals públics, estafa i falsedat documental.